# Merdrignac (Merdrignac)
Merdrignac (Aussprache [mɛʁdʁiɲak], bretonisch: Medrineg) ist eine ehemalige französische Gemeinde mit 2.950 Einwohnern (Stand: 1. Januar 2022) im Département Côtes-d’Armor in der Region Bretagne. Sie gehörte zum Arrondissement Saint-Brieuc. Die Einwohner werden Merdrignaciens und Merdrignaciennes genannt.
Merdrignac erhielt 2024 die Auszeichnung „Zwei Blumen“, die vom Conseil national des villes et villages fleuris (CNVVF) im Rahmen des jährlichen Wettbewerbs der blumengeschmückten Städte und Dörfer verliehen wird.
Merdrignac erhielt 2017 die Auszeichnung Village étape, die vom französischen Umweltministerium nach Prüfung der Erfüllung der entsprechenden Kriterien verliehen wurde.
Der Erlass des Präfekten vom 6. Dezember 2024 legte mit Wirkung zum 1. Januar 2025 die Eingliederung von Merdrignac als Commune déléguée zusammen mit der früheren Gemeinde Saint-Launeuc zur gleichnamigen Commune nouvelle Merdrignac fest.

## Geografie

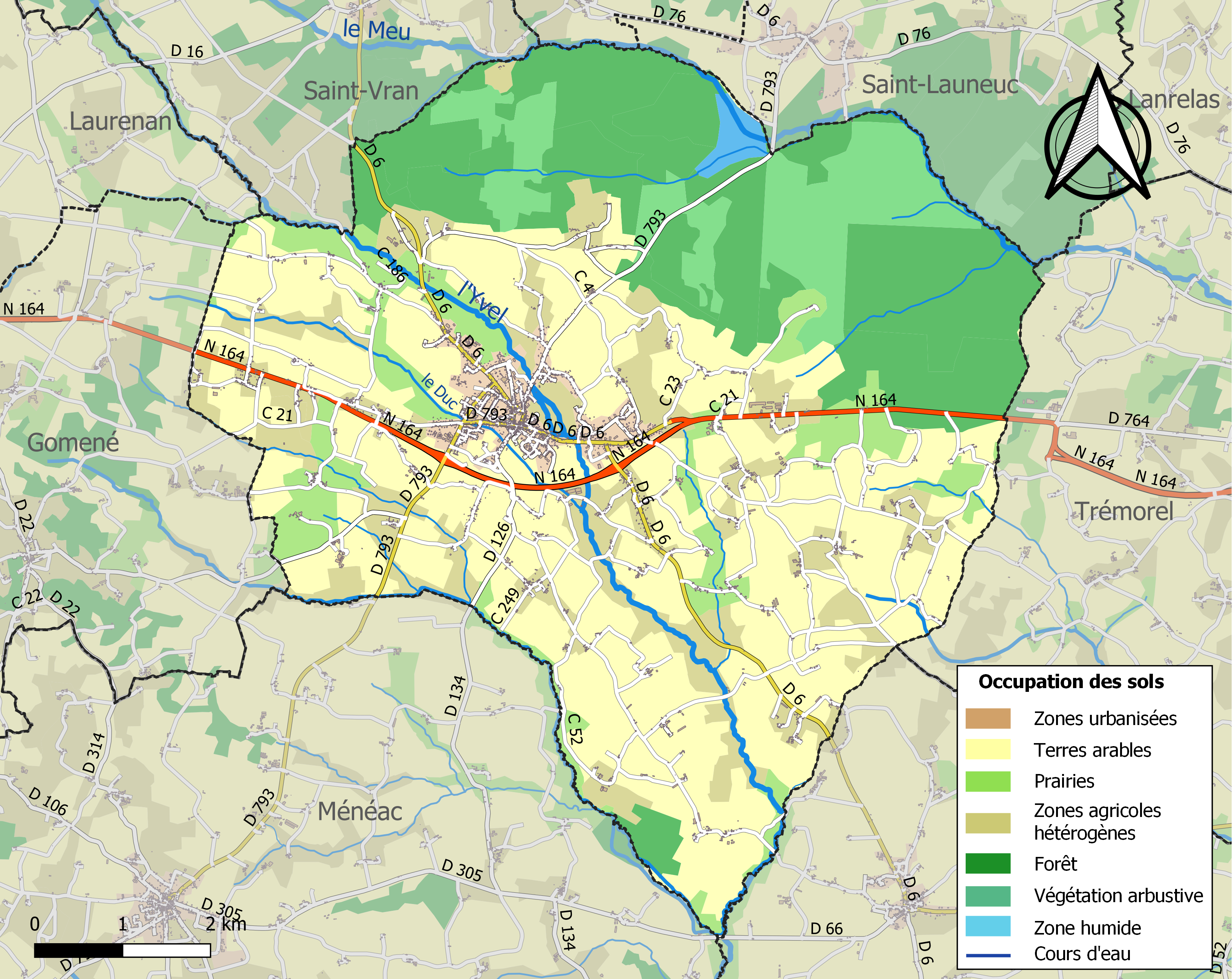
Bodennutzung, Hydrografie und Infrastruktur von Merdrignac (2018)

Merdrignac liegt etwa 44 Kilometer südöstlich von Saint-Brieuc, etwa 55 Kilometer westnordwestlich von Rennes und etwa 43 Kilometer nordnordöstlich von Pontivy in der historischen Landschaft des Pays de Saint-Brieuc an der Grenze zum benachbarten Département Morbihan. Das Ortsgebiet liegt im Einzugsgebiet der Vilaine und wird von den Flüssen Yvel, Meu und Duc, vom Ruisseau de la Ramée, vom zeitweise trockenfallenden Ruisseau de Saint-Doha und von kleineren Bächen entwässert.
Merdrignac befindet sich auf der Hochebene von Rohan. Das Zentrum liegt auf einer Höhe von etwa 150 m. Das Relief des Gebiets ist relativ flach mit einem leichten Anstieg des Bodenniveaus von Südost nach Nordwest. Die maximale Erhebung von 196 m wird im äußersten Nordwesten gemessen, die minimale mit 77 m im äußersten Süden beim Austritt des Yvel aus dem Ortsgebiet.
Teile des Gebiets von Merdrignac gehören zu den ZNIEFF-Naturzonen „Étang de la Hardouinais“ (530002623), „Forêt de la Hardouinais“ (530002897) und „Tourbière du Pont de Fer“ (530008260). Rund 67 % der Fläche von Merdrignac werden landwirtschaftlich genutzt, hauptsächlich als Kulturboden, rund 22 % sind bewaldet, insbesondere durch den Anteil am ausgedehnten Waldgebiet Forêt de la Hardouinais im Norden des Ortsgebiets, rund 8 % entfallen auf Flächen mit Strauch- und/oder Kräutervegetation, rund 3 % auf bebaute Flächen, rund 1 % auf Binnengewässer, hier insbesondere durch den Anteil am Étang de la Hardouinais im Norden des Ortsgebiets (Stand: 2018).
Umgeben wird Merdrignac von der Nachbargemeinde Mérillac im Norden, der Commune déléguée Saint-Launeuc im Nordosten sowie von den Nachbargemeinden Trémorel im Osten, Illifaut im Südosten, Ménéac (Morbihan) im Süden und Südwesten, Gomené im Westen sowie Laurenan und Saint-Vran im Nordwesten.

## Toponymie und Geschichte
Merdrignac leitet sich offenbar vom Namen des gallo-römischen Gründers Maternus und dem gallischen Suffix -acos ab.
Folgende Namensformen sind in den Schriften belegt: Medrinniac(o) (1118), Medrenniac(o), Merdrenniac(o) (1164), Medrignac, Merdrignac (12. Jahrhundert), Medreniac, Meidrignac (1201), Medregnac (1220), Merdregniac (1229), Medreignac (1245), Medregniac, Merdreigniac (1251), Merdrignac (1255), Medregniac (1269), Medregnac (gegen 1330), Medrignac (1479, 1490).
Es scheint, dass das Gebiet von Merdrignac seit der Keltenzeit besiedelt ist, wie die Entdeckung sehr alter Münzen im Jahr 1867 vier Kilometer von der Stadt entfernt beweist.
Merdrignac ist eine alte, ursprüngliche galloromanische Gemeinde, die früher neben dem heutigen Gebiet von Merdrignac auch die Gebiete von Illifaut und Trémorel umfasste. Während der gallo-römischen Zeit entstand ein Vicus mit Wohn- und Handelsplätzen entlang der Straße, die heute Carhaix und Rennes verbindet und damals Vorgium-Condate hieß.
Später entstanden große landwirtschaftliche Besitztümer und im Mittelalter entstand auf dem Gebiet in der Nähe eines der Nebenflüsse des Yvel eine feudale Anlage mit einem Hügel. Im Laufe des 11. Jahrhunderts lebte dort ein Seigneur und rund um diese Festung häuften sich die Wohnsitze. Zur gleichen Zeit wurde eine Markthalle gebaut, in der zahlreiche Jahrmärkte und Märkte stattfanden, die immer mehr Bekanntheit erlangten. Die Familie Merdrignac errichtete im Weiler La Peignie eine Festung und gab der Pfarrgemeinde ihren Namen, der bereits 1118 in den Archiven erscheint.
Im 17. Jahrhundert, von Mai 1632 bis April 1633, richtete die Pest in Merdrignac schreckliche Verwüstungen an.
Merdrignac war während der Französischen Revolution 1795 und 1799 zweimal Ziel von Feldzügen von Truppen der Chouans, weil es isoliert inmitten eines Kantons lag, in dem im Gegensatz zu den reichen Bürgern von Merdrignac Aristokraten und Priester aktiv waren.
Im 19. Jahrhundert wuchs die Stadt dank der massiven Ankunft von Händlern und Handwerkern erheblich. Im Jahr 1832 wurde die zerstörte Kirche in Vieux-Bourg-Saint-Nicolas im Herzen der Stadt wieder aufgebaut. Zu Beginn des 20. Jahrhunderts beschäftigte die Fabrik Lemercier rund vierzig Arbeiter, die auf Mechanik und Stellmacherei spezialisiert waren. Der Erste Weltkrieg hatte schwere Auswirkungen auf die Stadt, da 160 Männer im Kampf starben.
Im Morgengrauen des 3. August 1944 war Merdrignac die erste Gemeinde, die in den Côtes du Nord von der Armee von General Patton, den Fallschirmjägern des SAS der Freien Französische Streitkräfte und der FFI befreit wurde, Schauplatz heftiger Kämpfe mit den abziehenden deutschen Truppen, wie die Gedenkmauer bezeugt.

## Bevölkerungsentwicklung
| Jahr                       | 1962 | 1968 | 1975 | 1982 | 1990 | 1999 | 2006 | 2013 | 2020 |
| Einwohner                  | 2593 | 2576 | 2704 | 2780 | 2791 | 2830 | 2920 | 2906 | 2954 |
| Quellen: Cassini und INSEE |      |      |      |      |      |      |      |      |      |

## Sehenswürdigkeiten
- Pfarrkirche La Madeleine aus dem 19. Jahrhundert
- Kapelle Sainte-Brigitte aus dem Jahre 1872
- Kapelle Saint-Yves im Weiler La Vallée, errichtet 1703
- Herrenhaus La Peignie, im Jahre 1632 aus den Resten des alten Schlosses aus dem Jahre 1204 erbaut
- Herrenhaus Le Vieux Bourg, 1644 errichtet als Neubau eines Festen Hauses aus dem 13. Jahrhundert, das im Hundertjährigen Krieg zerstört worden war; seit 1990 als Monument historique eingeschrieben
- Wohnhaus, genannt „Schloss Kernué“, aus dem 20. Jahrhundert
- Herrenhaus La Vallée aus dem Jahr 1672
- Bürgermeisteramt aus dem 19. Jahrhundert
- Waschhaus von Cartady

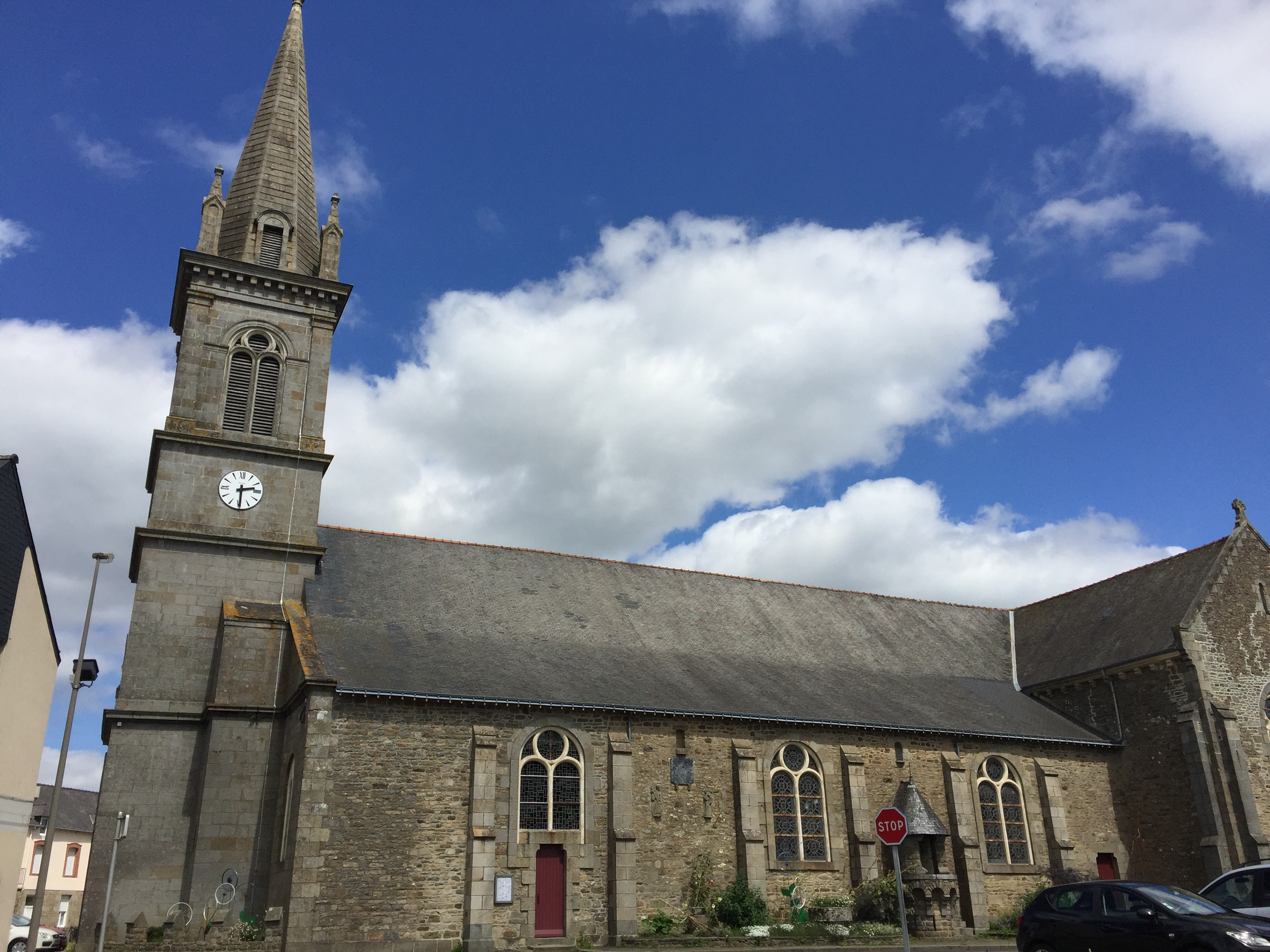
Pfarrkirche La Madeleine
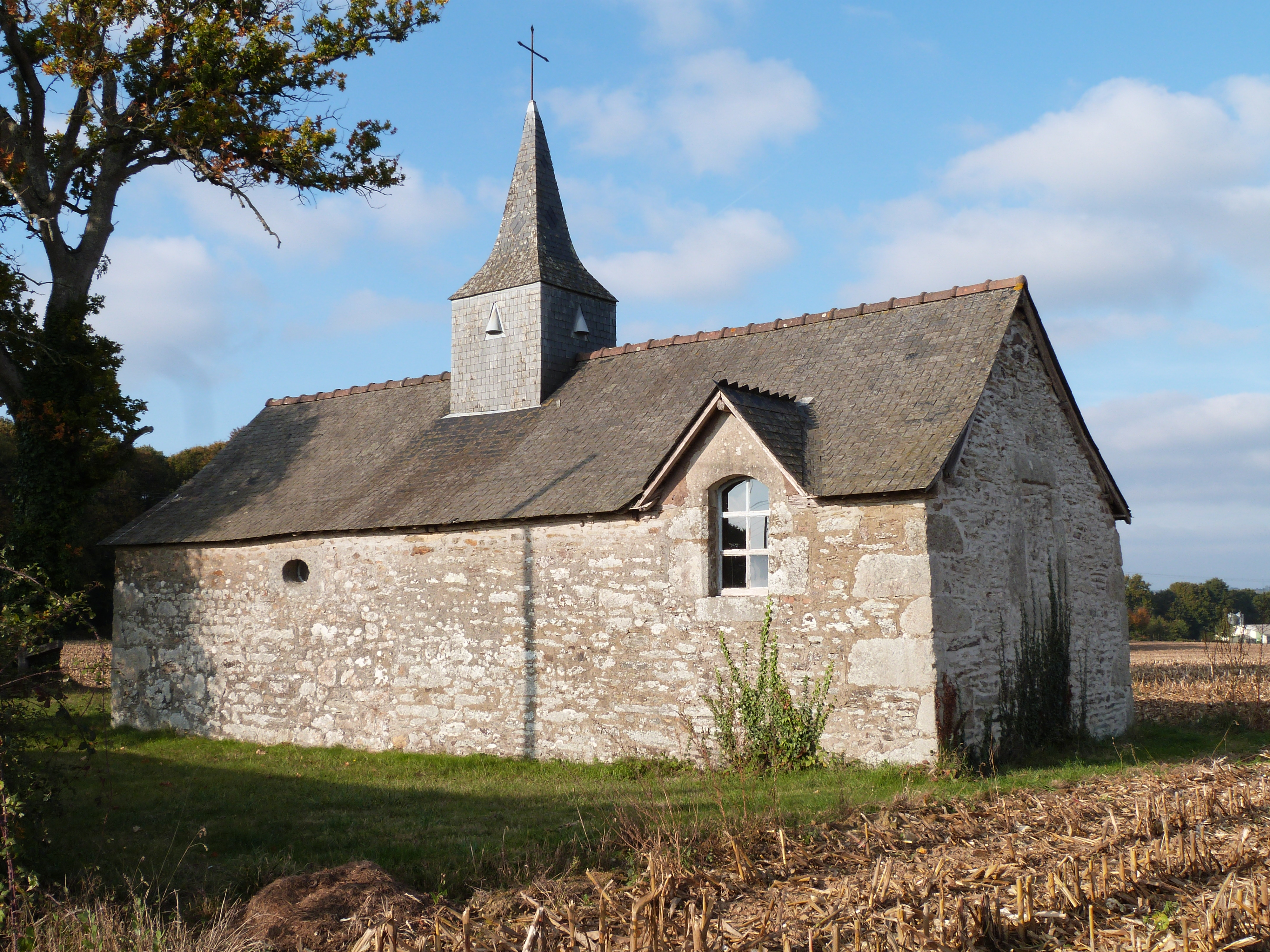
Kapelle Saint-Yves
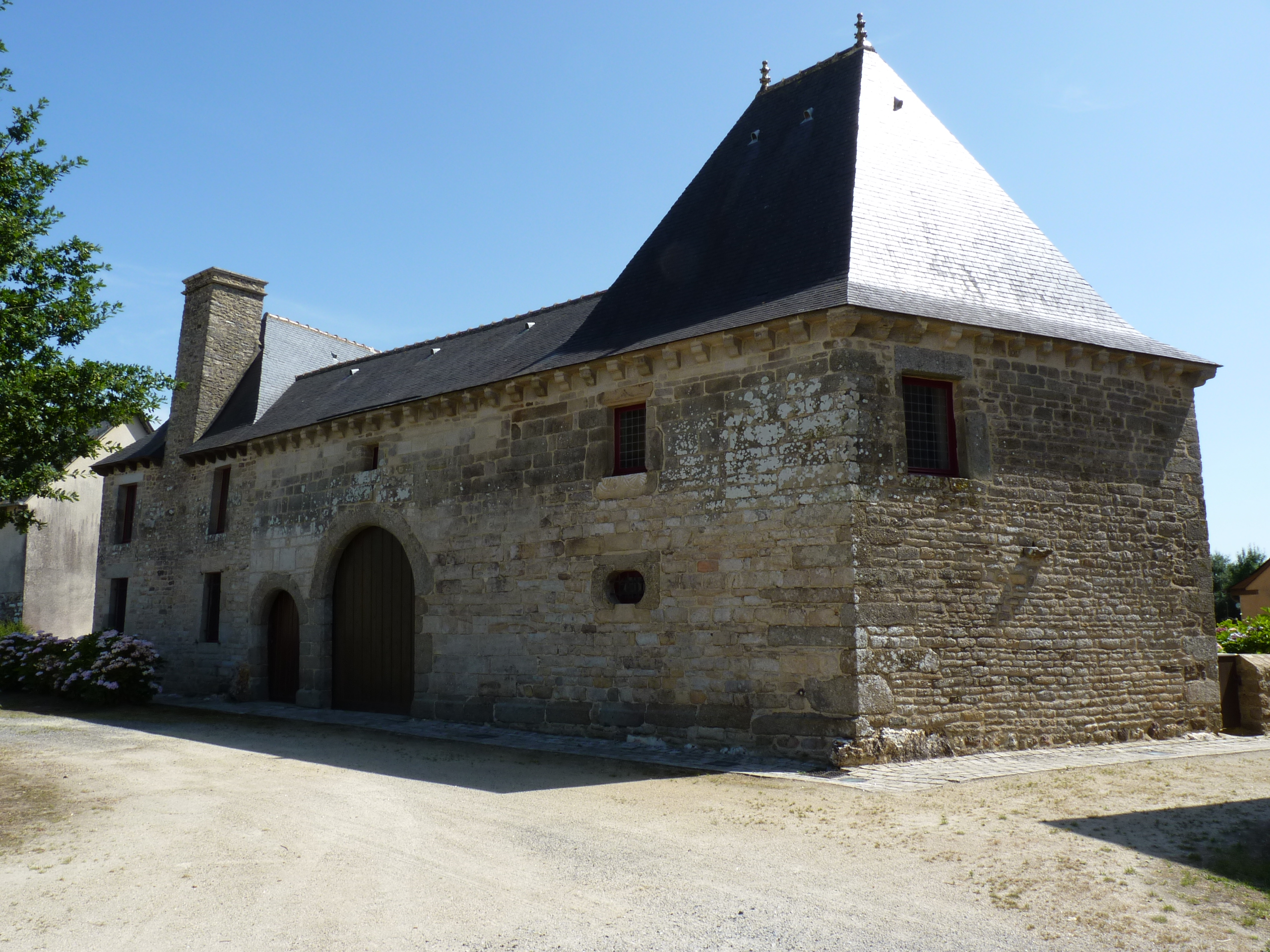
Herrenhaus Le Vieux Bourg